# Pseudopsallus tiquiliae
Pseudopsallus tiquiliae är en insektsart som beskrevs av Schwartz 2005. Pseudopsallus tiquiliae ingår i släktet Pseudopsallus och familjen ängsskinnbaggar. Inga underarter finns listade i Catalogue of Life.